# Vajrasana
Vajrasana ovvero posizione del diamante o posizione del tuono, è una āsana di Hatha Yoga. Deriva dal sanscrito "vajra" che significa "tuono" e "āsana" che significa "posizione". È una posizione della categoria "in ginocchio".

## Scopo della posizione
È una delle posizioni iniziali dello yoga ed ha lo scopo di preparare alla meditazione ed agli esercizi di meditazione.

## Posizione
La preparazione della posizione è molto semplice e consiste nell'inginocchiarsi a terra sedendosi sui piedi, appoggiati con il dorso a terra, e mantenendo la spina dritta e verticale con il collo allineato con essa. Le mani saranno appoggiate sulle ginocchia. I piedi possono rimanere paralleli e appoggiati a terra sul dorso, oppure possono essere posti uno sopra l'altro. In questo caso, dopo un certo periodo, si procederà alternando il piede sovrastante con quello sottostante.